# Trichofeltia johanseni
Trichofeltia johanseni là một loài bướm đêm trong họ Noctuidae.